# Nettuno TV
Nettuno TV è stato un canale televisivo con sede a Bologna, visibile nella regione Emilia-Romagna.
Trasmetteva in tutta la regione con LCN N° 99.

## Storia
Nasce nel 2013 a Bologna con l'obiettivo di essere la tv della gente con ampi spazi in diretta. Famoso dal 2015 è il Camper dell'emittente attraverso cui vengono raccontate le esigenze cittadine dai cittadini. Il mezzo è portato per il territorio bolognese garantendo dirette esterne per dar voce alla cittadinanza. Numerosi sono gli speciali e reportage realizzati sul territorio per valorizzarne le eccellenze. Importante è la collaborazione con la testata Il Resto del Carlino.
Sin da subito è emittente ufficiale del Bologna FC 1909 e possiede i diritti per trasmettere le partite in differita.
Ha cessato le trasmissioni nel luglio 2019, pochi mesi dopo la cessione dell'emittente da parte della Curia ad una società di informatica. 

## Programmi
I principali programmi trasmessi sono:
- La Rassegna Stampa, in onda dal Lunedì al Venerdì alle 7.00 am
- Il Telegiornale (Prima Edizione), tutti i giorni alle 13.15 pm
- Il Telegiornale (Seconda Edizione), tutti i giorni alle 19.15 pm
- Salutando - programma di medicina ideato e condotto dal dott. Michele Cassetta in prima serata il Mercoledì alle 21.00 pm
- Nettuno Sport, in onda dal Lunedì al Venerdì alle 18.00 pm
- Nettuno Sport Basket e Calcio, in onda da un'ora prima della palladue o del fischio di inizio.